# Thiên thể bầu trời sâu

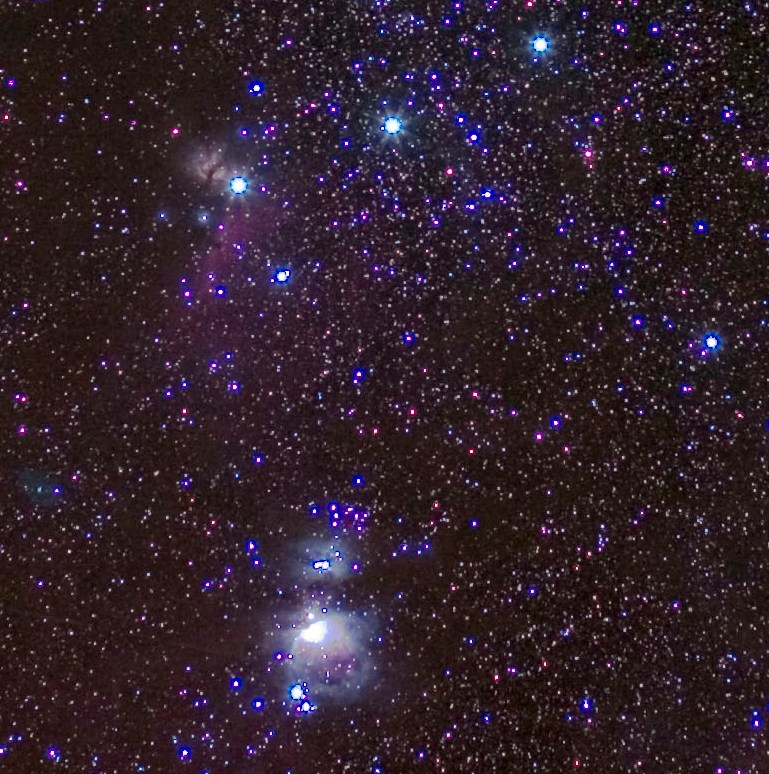
Một vài tinh vân trong chòm sao Orion, thường được gọi là thiên thể bầu trời sâu

Một thiên thể bầu trời sâu (deep-sky object, DSO) hay thiên thể xa là một thiên thể không phải là một ngôi sao riêng biệt, hoặc thuộc hệ Mặt Trời (chẳng hạn Mặt Trời, Mặt Trăng, các hành tinh, sao chổi, v.v). Sự phân loại này được sử dụng chủ yếu bởi các nhà thiên văn nghiệp dư để chỉ những thiên thể trông thấy mờ nhạt qua mắt thường và kính thiên văn, chẳng hạn các cụm sao, tinh vân và thiên hà. Sự phân biệt này mang tính thực tế kỹ thuật, ngụ ý rằng cần có dụng cụ và kỹ thuật thích hợp để quan sát, và không liên quan tới bản chất của chính thiên thể.

## Các hoạt động quan sát

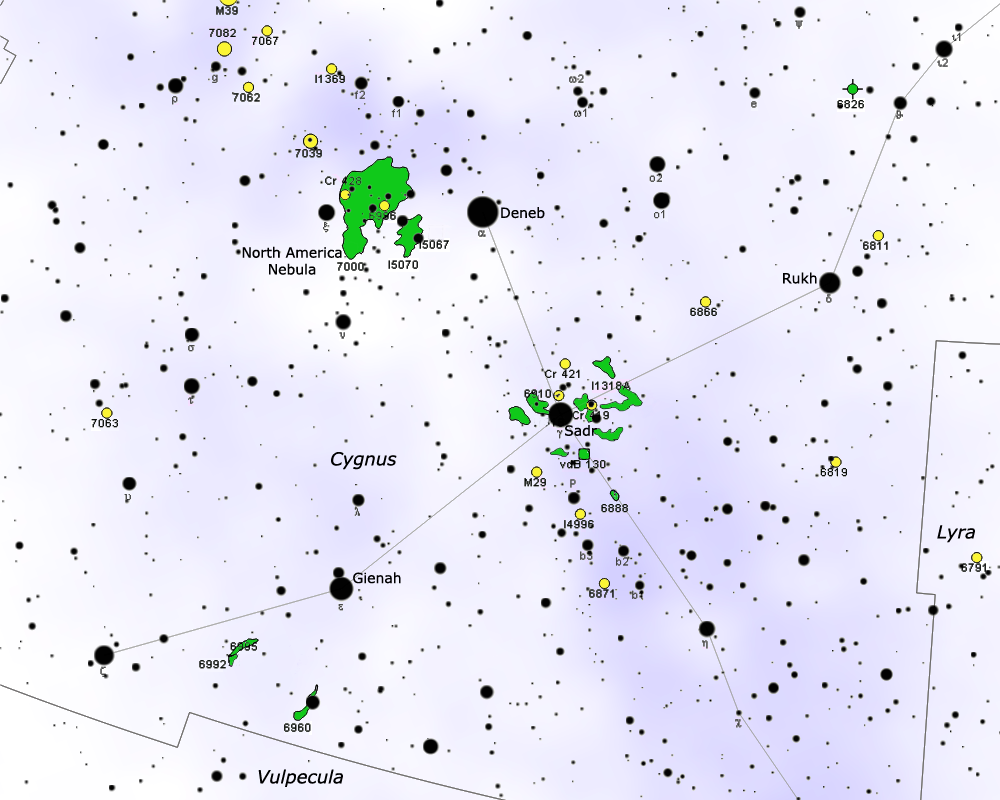
Bản đồ của khu vực bầu trời quanh chòm sao Cygnus, đánh dấu vị trí của các thiên thể bầu trời sâu sáng cũng như khó quan sát hơn